# Aleksandr Kuchma
Aleksandr Kuchma (kasachisch Александр Васильевич Кучма Alexander Wassiljewitsch Kutschma; * 9. Dezember 1980 in Taras, Kasachische SSR) ist ein ehemaliger kasachischer Fußballspieler, der auch die deutsche Staatsangehörigkeit besitzt.

## Vereinskarriere
Der damals 18-jährige Innenverteidiger wurde 1998 Profi bei seinem Jugendverein FK Taras und wechselte in der darauf folgenden Saison zu Kairat Almaty. Zur Saison 2000/2001 gelang Kuchma der Sprung nach Deutschland; er wechselte zum FC Rastatt 04, wo er bis 2002 blieb. In dieser Zeit beantragte er auch einen deutschen Pass, in der Absicht, für deutsche Auswahlmannschaften zu spielen. Er entschied sich jedoch später für die kasachische Auswahl. Anschließend spielte der Kasache bis 2004 bei der SG Sonnenhof Großaspach, dann wechselte er zum Verbandsligisten 1. FC Pforzheim. Da er es in Deutschland jedoch nie zum Profi geschafft hatte, nahm er nach einer Spielzeit in Pforzheim ein Angebot des polnischen Zweitligisten Ruch Chorzów an. Um näher bei der Nationalmannschaft zu sein, wechselte der Verteidiger zur Saison 2006/2007 schließlich zum FK Astana-64 in die kasachische Hauptstadt. 2009 lief er für den kasachischen Verein Ordabassy Schymkent auf. Nach weiteren Stationen in seiner Heimat beendete er 2014 beim FK Taras seine Karriere.

## Nationalmannschaftskarriere
„Aleks“ spielte 37-mal für sein Land. Der Verteidiger gehörte zum Kader für die Qualifikation zur WM 2006 und zur EM 2008.

## Erfolge
- Kasachischer Meister: 2006